# تیم رالی جهانی قطر
تیم رالی جهانی قطر (انگلیسی: Qatar World Rally Team) یک تیم اتوموبیل‌رانی در مسابقات رالی قهرمانی جهان است، این تیم مرکز آن در کامبریا، انگلستان است.